# Очень плохие парни
«Очень плохие парни» (ивр. מי מפחד מהזאב הרע‎ — дословно «Кто боится злого волка»; англ. Big Bad Wolves — «Большие плохие волки») — израильская драма 2013 года режиссёра Арона Кешалиса и Навот Папушадо. Премьерный показ состоялся 21 апреля 2013 на кинофестивале Трайбек. Лучший фильм 2013 года по мнению Квентина Тарантино.

## Сюжет
Где-то в Израиле группа детей играет в прятки в лесу. Одна из девочек прячется в заброшенном доме, откуда её похищает неизвестный. Полиция арестовывает подозреваемого, школьного учителя Дрора. Офицер полиции Микки подвергает подозреваемого пыткам и допросу с целью выяснить местоположение пропавшей девочки.
Некто сообщает полиции, где найти тело девочки. Девочка подверглась насилию и лишилась головы. Микки планирует похитить Дрора и выпытать у него необходимую информацию. Тем временем отец погибшей девочки сам планирует найти, похитить и пытать Дрора с целью получения признания.
Дрора, похищенного Микки, и самого Микки похищает отец погибшей девочки и увозит в тихую арабскую деревушку. В подвале Микки и Гиди пытают Дрора по очереди, пока Микки не начинает верить в его невиновность. И после разговора с Гиди сам оказывается его пленником. Гиди намерен узнать, где Дрор спрятал голову его дочери.
Микки уговаривает Дрора врать о местоположении головы, чтобы выиграть им время для побега. Микки сбегает и отправляется в поисках помощи, он звонит в полицию и узнаёт, что его дочь пропала. Гиди возвращается домой не найдя головы в указанном месте и решает сделать с Дрором то, что он сделал с девочкой, он отпиливает ему голову ржавой пилой. Микки не успевает ничего узнать.
В финале картины полицейские осматривают дом Дрора и ничего не находят. Они уходят из дома, а тем временем тело дочери Микки лежит в потайной комнате.

## В ролях
- Лиор Ашкенази — Микки, полицейский, охотящийся за маньяком-садистом.
- Тзахи Град — Гиди, отец убитой девочки.
- Доваль Гликман — Йорам, отец Гиди.
- Ротэм Кейнен — Дрор, школьный учитель, подозреваемый в серийных убийствах.